# Società Sportiva Calcio Napoli 1984-1985
Questa voce raccoglie le informazioni riguardanti la Società Sportiva Calcio Napoli nelle competizioni ufficiali della stagione 1984-1985.

## Stagione

Il presidente degli azzurri, Corrado Ferlaino (a sinistra), accoglie a Napoli il neoacquisto Diego Armando Maradona (a destra).

Il Napoli monopolizzò il calciomercato dell'estate 1984 grazie all'acquisto di Diego Armando Maradona, tra i maggiori fuoriclasse di tutti i tempi, prelevato dal Barcellona dopo un'estenuante trattativa per 13 miliardi di lire. Ciò nonostante, nell'immediato l'argentino non riuscì a far compiere il salto di qualità alla squadra azzurra, che chiuse il campionato all'8º posto mancando la qualificazione alle coppe europee. Anonimo cammino anche in Coppa Italia dove i partenopei, dopo aver superato la prima fase estiva a gironi, in febbraio vennero eliminati agli ottavi di finale dal Milan. I due argentini sono stati i migliori realizzatori di questa stagione partenopea, Diego Maradona con 17 reti, delle quali 14 in campionato e 3 in Coppa Italia, e Daniel Bertoni con 15 reti, 4 in Coppa e 11 in campionato.

## Divise e sponsor
Lo sponsor tecnico per la stagione 1984-1985 fu Linea Time, mentre lo sponsor ufficiale fu Cirio.
| Casa | Trasferta | Terza divisa |

## Organigramma societario
Dirigenza
- Presidente: Corrado Ferlaino
- Direttore Generale: Antonio Juliano
- Capo Ufficio stampa: Carlo Iuliano
- Consulente Organizzativo: Enrico Zuppardi

Staff tecnico
- Allenatore: Rino Marchesi

## Rosa
| N. |                   | Ruolo | Calciatore           |
| -- | ----------------- | ----- | -------------------- |
|    | Italia (bandiera) | P     | Luciano Castellini   |
|    | Italia (bandiera) | P     | Raffaele Di Fusco    |
|    | Italia (bandiera) | P     | Enrico Zazzaro       |
|    | Italia (bandiera) | D     | Simone Boldini       |
|    | Italia (bandiera) | D     | Giuseppe Bruscolotti |
|    | Italia (bandiera) | D     | Antonio Carannante   |
|    | Italia (bandiera) | D     | Marco De Simone      |
|    | Italia (bandiera) | D     | Walter De Vecchi     |
|    | Italia (bandiera) | D     | Ciro Ferrara         |
|    | Italia (bandiera) | D     | Moreno Ferrario      |
|    | Italia (bandiera) | D     | Raimondo Marino      |
|    | Italia (bandiera) | D     | Ugo Napolitano       |

| N. |                      | Ruolo | Calciatore             |
| -- | -------------------- | ----- | ---------------------- |
|    | Italia (bandiera)    | C     | Salvatore Bagni        |
|    | Argentina (bandiera) | C     | Daniel Bertoni         |
|    | Italia (bandiera)    | C     | Luigi Caffarelli       |
|    | Italia (bandiera)    | C     | Costanzo Celestini     |
|    | Italia (bandiera)    | C     | Paolo Dal Fiume        |
|    | Italia (bandiera)    | C     | Massimiliano Favo      |
|    | Italia (bandiera)    | C     | Massimiliano Maddaloni |
|    | Italia (bandiera)    | C     | Pietro Puzone          |
|    | Italia (bandiera)    | A     | Francesco Baiano       |
|    | Argentina (bandiera) | A     | Diego Armando Maradona |
|    | Italia (bandiera)    | A     | Gianni De Rosa         |
|    | Italia (bandiera)    | A     | Domenico Penzo         |

## Calciomercato

### Sessione estiva
| Acquisti | Acquisti               | Acquisti   | Acquisti                     |
| R.       | Nome                   | da         | Modalità                     |
| -------- | ---------------------- | ---------- | ---------------------------- |
| D        | Walter De Vecchi       | Ascoli     | definitivo                   |
| D        | Raimondo Marino        | Catanzaro  | fine prestito                |
| C        | Salvatore Bagni        | Inter      | definitivo                   |
| C        | Daniel Bertoni         | Fiorentina | definitivo                   |
| A        | Domenico Penzo         | Juventus   | definitivo                   |
| A        | Diego Armando Maradona | Barcellona | definitivo (13,5 miliardi £) |

| Cessioni | Cessioni                 | Cessioni   | Cessioni   |
| R.       | Nome                     | a          | Modalità   |
| -------- | ------------------------ | ---------- | ---------- |
| P        | Massimo Assante          | Cavese     | definitivo |
| D        | Carmine Della Pietra     | Campobasso | definitivo |
| D        | Angelo Frappampina       | Taranto    | definitivo |
| D        | Ruud Krol                | Cannes     | definitivo |
| D        | Marco Masi               | Pisa       | definitivo |
| C        | Pasquale Casale          | Avellino   | definitivo |
| C        | Dirceu                   | Ascoli     | definitivo |
| C        | Ciro Muro                | Monopoli   | prestito   |
| A        | Massimo Palanca          | Foligno    | definitivo |
| A        | Claudio Pellegrini (III) | Fiorentina | definitivo |

### Sessione autunnale
| Acquisti | Acquisti        | Acquisti | Acquisti   |
| R.       | Nome            | da       | Modalità   |
| -------- | --------------- | -------- | ---------- |
| D        | Marco De Simone | Cagliari | definitivo |

| Cessioni | Cessioni       | Cessioni | Cessioni   |
| R.       | Nome           | a        | Modalità   |
| -------- | -------------- | -------- | ---------- |
| A        | Gianni De Rosa | Cagliari | definitivo |

## Risultati

### Serie A

#### Girone di andata
| Arbitro: | Mattei (Macerata) |

|                                          |           |                |
| Briegel 26’ Galderisi 33’ Di Gennaro 75’ | Marcatori | 58’ D. Bertoni |

| Arbitro: | Paparesta (Bari) |

|                     |           |             |
| Maradona 62’ (rig.) | Marcatori | 72’ Salsano |

| Arbitro: | Pieri (Genova) |

|                             |           |  |
| Serena 1’, 79’ Francini 57’ | Marcatori |  |

| Arbitro: | Mattei (Macerata) |

|                                       |           |  |
| D. Bertoni 16’ Maradona 27’ Penzo 56’ | Marcatori |  |

| Arbitro: | Casarin (Milano) |

|             |           |              |
| D'Amico 35’ | Marcatori | 51’ Maradona |

| Napoli 21 ottobre 1984 6ª giornata | Napoli                       | 0 – 0 referto | Milan | Stadio San Paolo (82 890 spett.)\| Arbitro: \| Agnolin (Bassano del Grappa) \| |
| Arbitro:                           | Agnolin (Bassano del Grappa) |               |       |                                                                                |

| Arbitro: | Lanese (Messina) |

|           |           |  |
| Soldà 32’ | Marcatori |  |

| Napoli 11 novembre 1984 8ª giornata | Napoli          | 0 – 0 referto | Avellino | Stadio San Paolo (77 698 spett.)\| Arbitro: \| Magni (Bergamo) \| |
| Arbitro:                            | Magni (Bergamo) |               |          |                                                                   |

| Arbitro: | Ciulli (Roma) |

|                 |           |          |
| F. Vincenzi 51’ | Marcatori | 8’ Penzo |

| Arbitro: | Baldi (Roma) |

|                |           |  |
| D. Bertoni 27’ | Marcatori |  |

| Arbitro: | Pieri (Genova) |

|                              |           |                |
| Rummenigge 63’ Altobelli 88’ | Marcatori | 47’ Caffarelli |

| Arbitro: | Bergamo (Livorno) |

|                |           |                              |
| D. Bertoni 45’ | Marcatori | 20’ Falcão 78’ (aut.) Marino |

| Arbitro: | Casarin (Milano) |

|                             |           |  |
| M. Briaschi 42’ Platini 62’ | Marcatori |  |

| Arbitro: | Lanese (Messina) |

|                                                     |           |                                 |
| Maradona 22’ (rig.), 74’ (rig.) D. Bertoni 40’, 82’ | Marcatori | 12’ Edinho 43’ Miano 85’ Billia |

| Arbitro: | Ballerini (La Spezia) |

|  |           |              |
|  | Marcatori | 49’ Maradona |

#### Girone di ritorno
| Napoli 20 gennaio 1985 16ª giornata | Napoli            | 0 – 0 referto | Verona | Stadio San Paolo (81 798 spett.)\| Arbitro: \| Pairetto (Torino) \| |
| Arbitro:                            | Pairetto (Torino) |               |        |                                                                     |

| Genova 27 gennaio 1985 17ª giornata | Sampdoria           | 0 – 0 referto | Napoli | Stadio Luigi Ferraris (38 087 spett.)\| Arbitro: \| Lo Bello (Siracusa) \| |
| Arbitro:                            | Lo Bello (Siracusa) |               |        |                                                                            |

| Arbitro: | Redini (Pisa) |

|                                    |           |           |
| Maradona 23’ (rig.) Caffarelli 45’ | Marcatori | 7’ Júnior |

| Arbitro: | Paparesta (Bari) |

|             |           |                     |
| Todesco 58’ | Marcatori | 17’ (rig.) Maradona |

| Arbitro: | Pieri (Genova) |

|                                             |           |  |
| Maradona 58’, 84’, 87’ Filisetti 78’ (aut.) | Marcatori |  |

| Arbitro: | Coppetelli (Tivoli) |

|                               |           |                    |
| Battistini 15’ Incocciati 68’ | Marcatori | 35’ (aut.) Wilkins |

| Arbitro: | Bianciardi (Siena) |

|                |           |  |
| D. Bertoni 21’ | Marcatori |  |

| Arbitro: | Pieri (Genova) |

|  |           |                |
|  | Marcatori | 64’ Caffarelli |

| Arbitro: | Ballerini (La Spezia) |

|              |           |                |
| Maradona 84’ | Marcatori | 56’ Cantarutti |

| Arbitro: | Lamorgese (Potenza) |

|            |           |                |
| Bonomi 57’ | Marcatori | 53’ D. Bertoni |

| Arbitro: | Bergamo (Livorno) |

|                                   |           |               |
| D. Bertoni 18’, 63’ Dal Fiume 50’ | Marcatori | 39’ G. Baresi |

| Arbitro: | Agnolin (Bassano del Grappa) |

|                      |           |                |
| Dal Fiume 72’ (aut.) | Marcatori | 40’ D. Bertoni |

| Napoli 5 maggio 1985 28ª giornata | Napoli            | 0 – 0 referto | Juventus | Stadio San Paolo (82 751 spett.)\| Arbitro: \| Mattei (Macerata) \| |
| Arbitro:                          | Mattei (Macerata) |               |          |                                                                     |

| Arbitro: | Pirandola (Lecce) |

|                              |           |                  |
| Galparoli 8’ De Agostini 55’ | Marcatori | 4’, 88’ Maradona |

| Arbitro: | Lanese (Messina) |

|                |           |  |
| Caffarelli 39’ | Marcatori |  |

### Coppa Italia

#### Primo turno
| Arbitro: | Lanese (Messina) |

|                                                     |           |               |
| Maradona 20’ Penzo 52’ D. Bertoni 64’ De Vecchi 77’ | Marcatori | 36’ Tovalieri |

| Arbitro: | Sguizzato (Verona) |

|  |           |                                              |
|  | Marcatori | 18’ (rig.) Maradona 44’ Penzo 48’ D. Bertoni |

| Perugia 29 agosto 1984 3ª giornata | Perugia       | 0 – 0 | Napoli | Stadio Renato Curi\| Arbitro: \| Redini (Pisa) \| |
| Arbitro:                           | Redini (Pisa) |       |        |                                                   |

| Arbitro: | Ciulli (Roma) |

|  |           |                                       |
|  | Marcatori | 16’ Penzo 51’ D. Bertoni 82’ Maradona |

| Arbitro: | Casarin (Milano) |

|                |           |             |
| D. Bertoni 65’ | Marcatori | 55’ Monelli |

#### Fase finale
| Arbitro: | Mattei (Macerata) |

|                                         |           |           |
| Battistini 14’ Di Bartolomei 51’ (rig.) | Marcatori | 46’ Bagni |

| Arbitro: | Baldi (Roma) |

|                |           |                |
| Caffarelli 78’ | Marcatori | 40’ Battistini |

## Statistiche

### Statistiche di squadra
| Competizione | Punti | In casa | In casa | In casa | In casa | In casa | In casa | In trasferta | In trasferta | In trasferta | In trasferta | In trasferta | In trasferta | Totale | Totale | Totale | Totale | Totale | Totale | DR  |
| Competizione | Punti | G       | V       | N       | P       | Gf      | Gs      | G            | V            | N            | P            | Gf           | Gs           | G      | V      | N      | P      | Gf     | Gs     | DR  |
| ------------ | ----- | ------- | ------- | ------- | ------- | ------- | ------- | ------------ | ------------ | ------------ | ------------ | ------------ | ------------ | ------ | ------ | ------ | ------ | ------ | ------ | --- |
| Serie A      | 33    | 15      | 8       | 6       | 1       | 22      | 9       | 15           | 2            | 7            | 6            | 12           | 20           | 30     | 10     | 13     | 7      | 34     | 29     | +5  |
| Coppa Italia | 8     | 3       | 1       | 2       | 0       | 6       | 3       | 4            | 2            | 1            | 1            | 7            | 2            | 7      | 3      | 3      | 1      | 13     | 5      | +8  |
| Totale       | 41    | 18      | 9       | 8       | 1       | 28      | 12      | 19           | 4            | 8            | 7            | 19           | 22           | 37     | 13     | 16     | 8      | 47     | 34     | +13 |

### Andamento in campionato
| Giornata  | 1  | 2  | 3  | 4 | 5  | 6 | 7  | 8  | 9  | 10 | 11 | 12 | 13 | 14 | 15 | 16 | 17 | 18 | 19 | 20 | 21 | 22 | 23 | 24 | 25 | 26 | 27 | 28 | 29 | 30 |
| --------- | -- | -- | -- | - | -- | - | -- | -- | -- | -- | -- | -- | -- | -- | -- | -- | -- | -- | -- | -- | -- | -- | -- | -- | -- | -- | -- | -- | -- | -- |
| Luogo     | T  | C  | T  | C | T  | C | T  | C  | T  | C  | T  | C  | T  | C  | T  | C  | T  | C  | T  | C  | T  | C  | T  | C  | T  | C  | T  | C  | T  | C  |
| Risultato | P  | N  | P  | V | N  | N | P  | N  | N  | V  | P  | P  | P  | V  | V  | N  | N  | V  | N  | V  | P  | V  | V  | N  | N  | V  | N  | N  | N  | V  |
| Posizione | 13 | 12 | 14 | 9 | 10 | 8 | 12 | 13 | 12 | 11 | 12 | 12 | 13 | 12 | 12 | 11 | 11 | 9  | 9  | 8  | 9  | 8  | 8  | 7  | 8  | 8  | 8  | 8  | 8  | 8  |

Fonte:  Serie A 1984-85 - Napoli - Allenatori, su calcio-seriea.net.
Legenda:

Luogo: C = Casa; T = Trasferta. Risultato: V = Vittoria; N = Pareggio; P = Sconfitta.

### Statistiche dei giocatori
| Giocatore      | Serie A  | Serie A | Serie A     | Serie A    | Coppa Italia | Coppa Italia | Coppa Italia | Coppa Italia | Totale   | Totale | Totale      | Totale     |
| Giocatore      | Presenze | Reti    | Ammonizioni | Espulsioni | Presenze     | Reti         | Ammonizioni  | Espulsioni   | Presenze | Reti   | Ammonizioni | Espulsioni |
| -------------- | -------- | ------- | ----------- | ---------- | ------------ | ------------ | ------------ | ------------ | -------- | ------ | ----------- | ---------- |
| S. Bagni       | 25       | 0       | ?           | ?          | 7            | 1            | ?            | ?            | 32       | 1      | ?           | ?          |
| D. Bertoni     | 27       | 11      | ?           | ?          | 7            | 4            | ?            | ?            | 34       | 15     | ?           | ?          |
| S. Boldini     | 22       | 0       | ?           | ?          | 6            | 0            | ?            | ?            | 28       | 0      | ?           | ?          |
| G. Bruscolotti | 27       | 0       | ?           | ?          | 7            | 0            | ?            | ?            | 34       | 0      | ?           | ?          |
| L. Caffarelli  | 30       | 4       | ?           | ?          | 5            | 1            | ?            | ?            | 35       | 5      | ?           | ?          |
| A. Carannante  | 17       | 0       | ?           | ?          | -            | -            | -            | -            | 17       | 0      | 0+          | 0+         |
| P. Casale      | -        | -       | -           | -          | 1            | 0            | ?            | ?            | 1        | 0      | 0+          | 0+         |
| L. Castellini  | 25       | -27     | ?           | ?          | 7            | -5           | ?            | ?            | 32       | -32    | ?           | ?          |
| C. Celestini   | 26       | 0       | ?           | ?          | 5            | 0            | ?            | ?            | 31       | 0      | ?           | ?          |
| P. Dal Fiume   | 24       | 1       | ?           | ?          | 6            | 0            | ?            | ?            | 30       | 1      | ?           | ?          |
| G. De Rosa     | -        | -       | -           | -          | 3            | 0            | ?            | ?            | 3        | 0      | 0+          | 0+         |
| M. De Simone   | 16       | 0       | ?           | ?          | 2            | 0            | ?            | ?            | 18       | 0      | ?           | ?          |
| W. De Vecchi   | 23       | 0       | ?           | ?          | 7            | 1            | ?            | ?            | 30       | 1      | ?           | ?          |
| R. Di Fusco    | 8        | -2      | ?           | ?          | -            | -            | -            | -            | 8        | -2     | 0+          | 0+         |
| M. Favo        | 5        | 0       | ?           | ?          | 1            | 0            | ?            | ?            | 6        | 0      | ?           | ?          |
| C. Ferrara     | 2        | 0       | ?           | ?          | -            | -            | -            | -            | 2        | 0      | 0+          | 0+         |
| M. Ferrario    | 29       | 0       | ?           | ?          | 6            | 0            | ?            | ?            | 35       | 0      | ?           | ?          |
| D. Maradona    | 30       | 14      | ?           | ?          | 6            | 3            | ?            | ?            | 36       | 17     | ?           | ?          |
| R. Marino      | 22       | 0       | ?           | ?          | 5            | 0            | ?            | ?            | 27       | 0      | ?           | ?          |
| U. Napolitano  | 1        | 0       | ?           | ?          | -            | -            | -            | -            | 1        | 0      | 0+          | 0+         |
| D. Penzo       | 15       | 2       | ?           | ?          | 6            | 3            | ?            | ?            | 21       | 5      | ?           | ?          |
| P. Puzone      | 2        | 0       | ?           | ?          | 1            | 0            | ?            | ?            | 3        | 0      | ?           | ?          |